# 过氧化丁酮
过氧化丁酮（MEKP；Methyl ethyl ketone peroxide），别名过氧化甲乙酮。

## 性质
无色有宜人气味透明油状液体。室温下稳定，加热至100°C时即发生爆炸。吸入蒸气对粘膜有刺激作用，并在血中出现高铁血红素。人类口服后迅速发生呕血、虚脱，长时间可致胃出血甚至死亡。

## 制备
由丁酮与过氧化氢在硫酸存在下反应制取。反应后经氧化、中和、分离、脱水、静置、过滤和加入增溶剂，得到过氧化丁酮成品。

## 用途
用作聚酯和丙烯酸系聚合物生产的催化剂，是较安全的有机过氧化物。还用作强化聚酯玻璃纤维生产的硬化剂。